# Jacobo Majluta Azar
Jacobo Majluta Azar (Santo Domingo, 9 oktober 1934 - Tampa, 2 maart 1996) was een politicus, registeraccountant en vicepresident van de Dominicaanse Republiek. Hij verving voor 42 dagen Antonio Guzmán Fernández als president, die in functie stierf.
Majluta was getrouwd met Ana Elisa Villanueva, samen hadden ze een dochter.

## Biografie
Jacobo Majluta Azar was in 1963 de jongste minister in de regering van Juan Bosch.
Na een militaire coup moest hij in ballingschap, maar keerde in 1978 terug en bouwde zijn politieke carrière weer op. Hoewel hij voortdurend gedwarsboomd werd door de labyrintische machtsstrijd en het explosief sektarisme, werd hij in 1978 gekozen als vicepresident van de Dominicaanse Revolutionaire Partij (PRD). In 1982 diende hij 42 dagen als president, om Antonio Guzmán Fernández te vervangen die zelfmoord had gepleegd.
Jacobo Majluta Azar stierf op 2 maart 1996 op 61-jarige leeftijd aan longkanker.
- International Standard Name Identifier: 0000 0000 3186 5892
- Library of Congress Control Number: n94120397
- Virtual International Authority File: 65710065
- WorldCat: E39PBJfWXxkYvDcWCfWJbhgh73